# Dolmen de San Gregorio
El dolmen de San Gregorio, situado en la confluencia de los ríos Zarranzano y de los Royos, en Almarza, constituye un interesante ejemplo del fenómeno dolménico en la provincia de Soria (España), tanto por sus características constructivas como por constituir la constatación del fenómeno megalítico en esa provincia. 
El monumento presenta una estructura perfectamente consolidada, con un túmulo circular de unos 25 metros de diámetro y 1,5 metros de altura, con estructura megalítica circular, formada por cinco ortostatos. 
Su datación podría situarse en torno a la segunda mitad del cuarto milenio, dentro del período Neolítico. 